# Hardîșivka, Berdîciv
Hardîșivka (în ucraineană Гардишівка) este localitatea de reședință a comunei Hardîșivka din raionul Berdîciv, regiunea Jîtomîr, Ucraina.
Localitatea face parte din regiunea istorică Volânia, iar după tratatul de pace de la Riga din 1921 a devenit parte a Uniunii Sovietice.

## Demografie
Componența lingvistică a localității Hardîșivka
     Ucraineană (99,59%)
     Alte limbi (0,41%)
Conform recensământului din 2001, majoritatea populației localității Hardîșivka era vorbitoare de ucraineană (99,59%), existând în minoritate și vorbitori de alte limbi.